# دانيال دبليو. لي
دانيال دبليو. لي (بالإنجليزية: Daniel W. Lee)‏ هو عسكري أمريكي، ولد في 23 يونيو 1919 في ألما في الولايات المتحدة، وتوفي في 22 يناير 1985.